# 忙中閑談
『忙中閑談』（ぼうちゅうかんだん）は、1994年1月2日から2006年9月24日まで岐阜テレビで放送されていた教養番組・トーク番組である。十六銀行の一社提供。放送時間は毎週日曜 9:15 - 9:30 （日本標準時）。

## 概要
岐阜県下で活発な企業展開をしている経営者や各種団体のトップを招き、彼らに自身の理念や人生観などを語ってもらっていた番組。
日外アソシエーツのBOOKデータベースには「（番組は）1992年4月に始まり、2000年4月で8年が経過」と記されているが、実際には1993年12月まで同じ時間帯に『社長の友遊対談』（1992年5月23日 - 1992年10月25日）と『ちょっといっぷく』（1993年5月23日 - 1993年12月26日）という別の対談番組が放送されていた。

## 歴代インタビュアー
- 松村みち子[2]（都市・交通問題研究者） - 『ちょっといっぷく』から引き続き出演。
- 武山幸子（フリーアナウンサー）
- 神保絵利子（当時岐阜放送アナウンサー）

## 関連書籍
いずれも編集：岐阜放送と武山幸子、出版社：岐阜新聞社。1998年10月から1999年9月までの放送内容を記載している。
- 忙中閑談（2000年6月、ISBN 4-905958-86-5）
- 忙中閑談II （2001年9月、ISBN 4-877970-18-5）